# Алексеева, Алёна Александровна
Алёна Александровна Алексеева (род. 8 марта 1989) — российская пловчиха.

## Биография
Плаванием занимается с 5 лет. Участвовала в нескольких чемпионатах Европы и мира. Чемпионка Европы 2008 года на короткой воде. Чемпионка России 2007 года на дистанции 200 метров.
Окончила Сибирский государственный университет путей сообщения.
Выступает за Новосибирскую и Кемеровскую области.
Мастер спорта России международного класса.
Награждена областными наградами: медалью «За веру и добро», медалью «Спортивная доблесть Кузбасса».